# لورين موريلي
لورين موريلي (بالإنجليزية: Lauren Morelli)‏ هي كاتبة سيناريو أمريكية، ولدت في 22 يوليو 1982 في بيتسبرغ في الولايات المتحدة.

## وصلات خارجية
- لورين موريلي على موقع IMDb (الإنجليزية)
- لورين موريلي على موقع قاعدة بيانات الفيلم (الإنجليزية)